# Riot Live (álbum de 1982)
Riot Live es un EP de la banda estadounidense de heavy metal Riot y fue lanzado en 1982 por la discográfica Elektra Records en formato de disco de vinilo.

## Grabación y lanzamiento
Este EP se grabó durante una presentación efectuada en el Nuevo Peppermint Lounge de la ciudad de Nueva York, Estados Unidos el 5 de julio de 1982.  Salió al mercado en 1982, poco después de Restless Breed.  Es el segundo álbum y único EP de la banda en reclutar al vocalista Rhett Forrester. La versión europea de Riot Live contiene un diferente arte de portada comparado a la versión norteamericana.
Aunque nunca fue relanzado como Riot Live en años posteriores, las canciones de este EP se incluyeron en las reediciones de Restless Breed de 1997 y 2007, realizadas por la compañía alemana High Vaultage Records.

## Lista de canciones

### Lado A
| Side one |                   |                                 |                       |          |  |
| N.º      | Título            | Escritor(es)                    | Traducción al español | Duración |  |
| 1.       | «Hard Lovin' Man» | Rhett Forrester / Doug Solomone | «Hombre muy cariñoso» | 3:09     |  |
| 2.       | «Showdown»        | Mark Reale                      | «Confrontación»       | 4:30     |  |
| 3.       | «Love by You»     | Rick Ventura                    | «Amado por ti»        | 8:02     |  |

### Lado B
| Side one |                      |                                |                       |          |  |
| N.º      | Título               | Escritor(es)                   | Traducción al español | Duración |  |
| 4.       | «Loanshark»          | Reale / Forrester / Kip Leming | «Usurero»             | 5:27     |  |
| 5.       | «Restless Breed»     | Mark Reale                     | «Raza inquieta»       | 5:11     |  |
| 6.       | «Swords and Tequila» | Reale / Guy Speranza           | «Espadas y tequila»   | 3:57     |  |
| 30:22    |                      |                                |                       |          |  |

## Créditos

### Riot
- Rhett Forrester — voz
- Mark Reale — guitarra
- Rick Ventura — guitarra
- Kip Leming — bajo
- Sandy Slavin — batería

### Personal de producción
- Steve Loeb — productor
- Billy Arnell — productor
- Masterdisk — masterización
- Lynn Goldsmith — fotógrafo
- Ross Halfin — fotógrafo
- Jacky Sallow — fotógrafo
- R. Wahreit — fotógrafo